# Aymon de Cossonay
Aymon de Cossonay (* vor 1317; † 4. März 1375 in Lausanne) war von 1355 bis 1375 Bischof von Lausanne.

## Leben
Aymon entstammt dem waadtländischen Adelsgeschlecht de Cossonay. Er war der Sohn von Jean II., Herr von Cossonay, und der Marguerie de Villars. Nach dem frühen Tod seines Bruders Louis I. († vor 1333) wurde er der Vormund von dessen Kindern. Ab 1328 war er Chorherr, ab 1346 Generalvikar in Lausanne. Papst Innozenz IV. ernannte ihn 1355 zum Bischof von Lausanne. Nach der Ernennung von Graf Amadeus VI. von Savoyen zum Reichsvikar sah sich Aymon gezwungen, die Einsetzung eines Berufungsrichters in Lausanne durch den Grafen von Savoyen zu dulden. Auf seiner Reise nach Avignon im Jahr 1365 verlieh Kaiser Karl IV. Aymon das Reichsvikariat über die Diözese Lausanne und ihre Nachbardiözesen. Mit dem Plaid général von 1368 gab er dem Lausanner Gewohnheitsrecht eine offizielle Form.